# Sztinik
Sztinik (macedónul: Стиник) település Észak-Macedóniában, a Délkeleti körzetben, a Novo Szelo-i járásban.

## Népesség
| Lakosok száma | 374  | 450  | 399  | 341  | 227  | 129  | 113  | 58   | 21   |
|               | 1948 | 1953 | 1961 | 1971 | 1981 | 1991 | 1994 | 2002 | 2021 |

- 2002-ben 58 lakosa volt, akik mindannyian macedónok.